# Метод Сократа

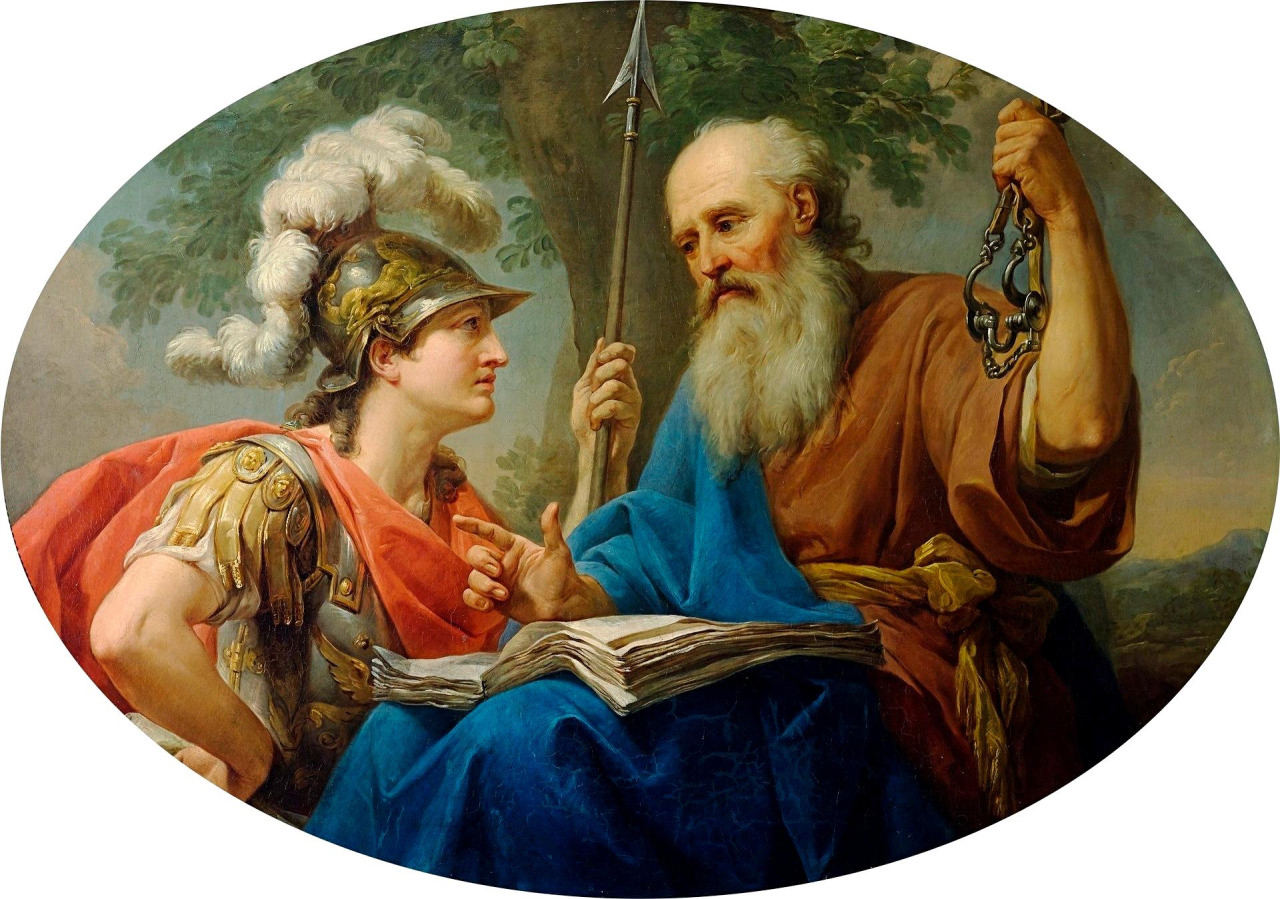

Ме́тод Сокра́та — метод, названный в честь древнегреческого философа Сократа, основывающийся на проведении диалога между двумя индивидуумами, для которых истина и знания не даны в готовом виде, а представляют собой проблему и предполагают поиск. Этот метод часто подразумевает дискуссию, в которой собеседник, отвечая на заданные вопросы, высказывает суждения, обнаруживая свои знания или, напротив, своё неведение.
Сократов метод — это метод элиминирования (разрешение: положительное или отрицательное) гипотез, где инициатива одной из сторон была направлена в одних случаях на то, чтобы умерить самоуверенность собеседника, мнящего себя знающим, и доказать ему, что он не только ничего не знает, но более того: оставаясь недалёким человеком, не подозревает о своём невежестве; в других случаях оно имело целью ориентировать собеседника на самопознание, а также на обнаружение и уяснение того, что в нём самом до этого оставалось скрытым, неясным и дремлющим. Этому методу Сократ давал название «обличие». Первый случай назывался «ирония». Последний же случай Сократ рассматривал как средство, с помощью которого можно содействовать «рождению» истины в голове собеседника. Этот метод он называл «майевтикой». Аристотель приписывал Сократу открытие методов определения и индукции, которые Аристотель рассматривал как основу научного метода.

## История
Если довериться записям Платона, Сократ обратился к такого рода дискуссиям после того, как Херефонт, который в молодости был другом Сократа, посетил дельфийскую пифию, которая подтвердила, что нет человека на свете мудрее, чем Сократ.
Сократа озадачила столь высокая оценка, которой он удостоился от дельфийской прорицательницы: он не считал себя мудрым, но и не мог допустить, что бог лгал, ибо это «не пристало ему».
После долгих колебаний и раздумий Сократ решает проверить истинность прорицания. Он прибегает к эксперименту, заключающемуся в сравнительном анализе себя и других людей, которые считаются мудрыми или являются мастерами своего дела. В основном он применял свой метод к идеям, которые не имели конкретного определения, например к основным моральным принципам того времени: благочестие, мудрость, мужество, справедливость, сдержанность. Такое испытание обличает неявные моральные убеждения собеседника, принося несогласованность и противоречивость в его убеждениях.
Сократ вступает в беседу с различными видными людьми Афин, поэтами, ремесленниками, о чём нам повествуют ранние диалоги Платона, например «Евтифрон», в котором Сократ поднимает вопросы морали и эпистемологические проблемы.

В результате эксперимента Сократ свёл прорицание предсказательницы к следующему: 
А на самом деле мудрым-то оказывается бог, и этим изречением он желает сказать, что человеческая мудрость стоит немногого или вовсе ничего не стоит, и, кажется, при этом он не имеет в виду именно Сократа, а пользуется моим именем для примера, всё равно как если бы он говорил, что из вас, о люди, мудрейший тот, кто, подобно Сократу, знает, что ничего-то по правде не стоит его мудрость. 
Иначе говоря, пифия назвала Сократа мудрейшим из людей, потому что он обладает знанием своего незнания, то есть «знает, что ничего не знает» — в то время как остальные, не подозревая о своем незнании, считают себя мудрыми. После чего Сократ решил нести это знание в народ: «Ну и что меня касается, то я и теперь, обходя разные места, выискиваю и допытываюсь по слову Бога, не покажется ли мне кто-нибудь из граждан или чужеземцев мудрым, и, как только мне это не кажется, спешу поддержать Бога и показываю этому человеку, что он не мудр».
К V веку до н. э. было 2 типа философов: философы и те, кто обучал философии и риторике. К первым относился Сократ, ко вторым — софисты. «Диалектическое искусство» софистов было искусством убеждать, искусством спора, искусством аргументации, направленным лишь на победу в споре и ни на что иное. Целью же Сократа всегда была истина, а не желание выигрывать спор любой ценой (прав ты или не прав), как это было принято у софистов, скорее не проясняющих, а наоборот, затемняющих предмет обсуждения, дискуссии, спора. Метод, с помощью которого Сократ показывал истину, был назван методом Сократа.

## Метод

#### Elenchus
Elenchus (др.-греч. испытание) — основная техника метода Сократа.
В Платоновских ранних диалогах elenchus — это техника Сократа для исследования, например, сущности или определения моральных аспектов, таких как справедливость или достоинство. В диалоге необходимо было установить всеобщую нравственную основу отдельных, частных добродетелей.
Основные составные части «сократического» метода:
- «ирония» и «майевтика» — по форме,
- «индукция» и «определение» — по содержанию.

#### Ирония и майевтика
Ирония Сократа — это скрытая насмешка над самоуверенностью тех, кто мнит себя «многознающим». Прикидываясь простаком, Сократ обращался к человеку с вопросом по той теме, в которой тот был сведущим. Сократ задавал заранее продуманные вопросы, которые постепенно заводили собеседника в тупик, пока он, собеседник, окончательно не запутается в своих суждениях. Тем самым Сократ лишал самонадеянности «многознающего» собеседника, обнаруживая противоречия в его суждениях и несоответствия между исходными посылками и конечными выводами.
После прохождения данной части диалога собеседник освобождался от своей самоуверенности и был готов к тому, чтобы сообща искать истину.
И теперь, за «иронией», следовала «майевтика» — «искусство помочь родиться знанию». Сократ считал, что знания уже содержатся в головах слушателей, и задачей учителя видел лишь извлечение этих знаний на поверхность, доведение их до сознания человека, что он и делал путём задавания наводящих вопросов или же нахождения противоречий в новых утверждениях собеседника.

#### Индукция и определение
Всё содержание диалога можно отнести к своеобразной «индукции» и «определению».
Индукция по Сократу состоит в том, что он не доходит до истины никогда, но движение к ней у него происходит методом наведения. Наведение достигалось восхождением от частного к общему в процессе беседы, что можно наблюдать в диалоге о понятии «несправедливость» Сократа и Евтидема.
Сначала Евтидем устанавливает предварительное определение несправедливости: «Несправедливость, несправедливые поступки (ложь, обман, грабёж) — то есть то, что плохо», после чего Сократ указывает путём вопросов на противоречия в утверждении оппонента: «А хитрость (обман) врага в бою? А военные трофеи? (грабёж)». И такое наведение и формирование определений происходит на протяжении всего диалога.
В итоге в результате совместного поиска истины всё сводится к определению: «Несправедливость есть: а) плохие поступки б) по отношению к друзьям, в) которые им вредят».

#### Шаги "сократовской" беседы
Всего можно насчитать пять шагов «сократовской» беседы:
1. Собеседник Сократа утверждает тезис, например «Мужество — это стойкость души», который Сократ считает ложным.
2. Сократ путём общих определений указывает оппоненту на его противоречивый тезис, например «Мужество — это хорошо» и «Упорство без благоразумия — это плохо».
3. Оппонент соглашается с противоречивостью своих суждений. И обращается к Сократу за советом.
4. Сократ показывает своё незнание в данном аспекте, тем самым ставя оппонента в тупиковую ситуацию («Я знаю, что ничего не знаю»).
5. Далее Сократ путём беседы с наводящими вопросами способствует «зарождению» новой истины у оппонента.

Такое исследование может привести к новому, улучшенному высказыванию, которое опять будет исследоваться, в данном случае «Мужество есть благоразумное упорство».
Точная цель испытания является предметом многих обсуждений, в частности, положительный ли это метод, приводящий к знанию, или же отрицательный, используемый только для опровержения ложных знаний.

## Применение
Поводы для современного использования данного метода и использования его Сократом не всегда эквивалентны. Сократ редко использовал свой метод для развития теорий, вместо этого используя мифы для их объяснения.
Например, в Пармениде показывается использование Парменидом сократического метода для выявления недостатков в теории форм Платона, которую представлял Сократ. Вместо получения ответов за пределами аксиом и постулатов, метод используется для опровержения существующих теорий, которые мы считаем само собой разумеющимися.
Метод Сократа может быть полезен и для политологии.

### Педагогика
Сократовский метод применяется для различных педагогических задач. Метод остаётся актуальным и в современных образовательных реалиях. В том числе, для преподавания философии в школе. Джон Портелли выделял несколько особенностей при использовании метода Сократа на философских уроках в школе. Во-первых, учителю необходимо что-то знать о предмете философской дискуссии. Во-вторых, тот факт, что у учителя уже есть сформированная позиция по вопросу, не мешает ему вести дискуссию с учениками.
В российских школах проводились образовательные эксперименты с применением метода Сократа на занятиях по философии для учеников старших классов. В частности, в Томском государственном университете философ А.Б. Мурашов разрабатывал программу методики преподавания философии в школе. На базе этой педагогической практики появился ментальный подход - методика анализа ментальных установок, в основе которой лежит метод Сократа.

#### Круг Сократа
Круг Сократа (так же известен как «сократический» семинар) — педагогический подход, основанный на методе Сократа, используется для лучшего усвоения информации. Данная методика подразумевает исследование информации с помощью дискуссии и основывается на том, что у ученика есть уже какие-либо знания по теме дискуссии, а новые знания приобретаются путём участия в обсуждении. Цель этой активности заключается в том, чтобы участники обсуждения, высказывая свои мнения, пришли к единому ответу, а не победа одного человека или группы в споре (подтверждение превосходства своей теории над другими).
Этот метод основан на убеждении, что участники обсуждения получат более глубокие знания о предмете при вдумчивых рассуждениях, чем через обычное ознакомление с материалом. Несмотря на то что «сократические» семинары могут отличаться по структуре, они обычно имеют следующий состав: материал, с которым ученики должны ознакомиться заранее, и два концентрических круга студентов: внутренний и внешний круги. Внутренний круг сосредоточен на анализе материала с помощью метода Сократа, то есть последовательных вопросов и ответов. В это время участники внешнего круга наблюдают за дискуссией внутреннего круга, не вступая в неё.
Когда обсуждение во внутреннем круге заканчивается, участники внешнего круга высказывают мнение о нём. Продолжительность этого процесса зависит от темы дискуссии. Преподаватель может менять группы местами на своё усмотрение, или же группы чередуются после каждой дискуссии. Разница между таким способом обучения и обычным методом обучения заключается в роли преподавателя. Роль преподавателя в «сократическом» круге заключается лишь в том, что он только направляет дискуссию в нужное русло с помощью наводящих вопросов, при этом он не является полноценным участником дискуссии.

##### Вариации круга
1. Аквариум: студенты вместе с преподавателем образуют два круга: внешний (наблюдатели) и внутренний (активные участники). Члены внутреннего круга активно участвуют в обсуждении предложенного преподавателем вопроса. Остальные студенты наблюдают и выступают тогда, когда чья-либо версия их заинтересовала; они дополняют, задают вопросы, конкретизируют. При этом «наблюдатель» должен встать рядом с активным участником, который привлёк его своей версией. После обсуждения одной проблемы (вопроса) участники меняются местами (те, кто стоял за пределами круга, садятся в круг). Желательно, чтобы все студенты побывали в кругу.
2. Панельный метод: студенты делятся на группы по 6-8 человек, которые располагаются в аудитории по кругу. Члены каждой группы выбирают представителя или председателя, который будет в процессе дискуссии отстаивать их позицию. В течение 15-20 мин. в группе обсуждается проблема и вырабатывается общая точка зрения. Представители групп собираются в центре круга и получают возможность высказать мнение группы, отстаивая её позиции. Остальные студенты следят за ходом обсуждения и тем, насколько точно представитель группы выражает общую позицию. Они не могут высказывать собственное мнение, а имеют возможность лишь передавать в ходе обсуждения записки, в которых излагают свои соображения. Представители групп могут взять перерыв, чтобы проконсультироваться с остальными её членами. Панельное обсуждение заканчивается по истечении отведённого времени или после принятия решения. После окончания дискуссии представители групп проводят критический разбор хода обсуждения, а решения принимаются уже всеми студентами.

Не важно, какая вариация будет выбрана преподавателем. Все семинары данного типа поощряют коллективную работу участников с последующим формированием единого мнения по теме дискуссии. Акцент ставится на критическое и креативное мышление.

##### Вопросный метод в кругу Сократа
Круг Сократа основан на взаимодействии обучающихся между собой. В большинстве своём это взаимодействие происходит в системе "вопрос—ответ". Вопросный метод является эффективным способом исследовать глубину мысли. Сократические вопросы используются для поддержания дискуссии в активном состоянии. Они фокусируются на общих идеях, а не на конкретной информации. Круг Сократа обычно начинается с вопроса, предложенного преподавателем или другим участником. Преподаватель задаёт наводящие вопросы, тем самым не давая участникам отходить от темы дискуссии, а также помогая, когда обсуждение заходит в тупик. Он помогает углубиться в проблему и выработать множество различных позиций по данной теме путём задавания соответствующих вопросов. Участники также отвечают за поддержание обсуждения в «сократическом» круге. Они внимательно слушают то, что говорят другие участники, поскольку это помогает им высказывать свои мысли убедительно, опираясь на мнения предыдущих ораторов.
В сократическом круге вопросы делятся на 3 типа:
1. Начальные вопросы, которые порождают обсуждение в начале семинара.
2. Направляющие вопросы, которые помогают углублять и дополнять обсуждение.
3. Заключительные вопросы, которые подводят участников к подведению итогов дискуссии.

Советы по применению вопросного метода:
- Заранее продумайте основополагающие вопросы, которые определят суть и направление диалога.
- Следите за ответами.
- Задавайте зондирующие вопросы.
- Периодически обобщайте всё сказанное, фиксируя ключевые моменты обсуждения.
- Подключите к обсуждению как можно больше участников.
- Позвольте участникам самостоятельно раскрывать новые знания, отвечая на поставленные зондирующие вопросы.

### Психотерапия
Сократовский диалог применяется в ряде личностно-ориентированных психотерапевтических методов с целью вовлечь клиента в сотрудничество и расширить сферу его сознания. Со времен Поля Дюбуа метод Сократа используется в психотерапии, чтобы «развить и укрепить ум больного, научить его правильно смотреть на вещи, умиротворить его чувства, меняя вызвавшие их представления». В классической адлерианской терапии, когнитивной терапии и терапии реальностью сократовский диалог используется для того, чтобы в ходе своеобразной интеллектуальной борьбы скорректировать непоследовательные, противоречивые и бездоказательные суждения клиента. Психотерапевт шаг за шагом подводит клиента к необходимому и запланированному выводу. Во время беседы психотерапевт задаёт вопросы клиенту таким образом, чтобы тот давал лишь положительные ответы, — и подводит его к принятию суждения, которое в начале беседы не принималось, было непонятным или неизвестным.
В когнитивной модальности, в которой сократовский диалог назван «краеугольным камнем», он состоит из 4 этапов:
1. Конкретные вопросы,
2. Эмпатическое слушание,
3. Подведение итогов,
4. Аналитические вопросы.